# Yenifer Yuliet Giménez Gamboa
Yenifer Yuliet Giménez Gamboa (Barquimismeto, 3 de maig del 1996) és una futbolista veneçolana que juga com a defensa per al Vila-real CF.
Giménez va representar Veneçuela al Campionat Sud-americà femení sub-20 de 2015 i a la Copa del Món femenina sub-20 de la FIFA 2016. A nivell sènior, va jugar dos edicions de la Copa Amèrica Femenina (2014 i 2018) i dos edicions dels Jocs Centreamericans i del Carib (2014 i 2018).